# HD 11964 c
HD 11964 c (بالإنجليزية: HD 11964 c)‏ الذي يرمز له بالرمز HD 11964c، هو كوكب خارج المجموعة الشمسية، في كوكبة قيطس، يتبع HD 11964 ‏.

## الاكتشاف
اكتشف في 5 أغسطس 2005، وكانت طريقة الاكتشاف دوبلر الطيفي.